# Silvio Mendes
Silvio Mendes de Oliveira Filho (Campo Maior, 31 de agosto de 1949) é um médico ortopedista e político brasileiro. É, desde o início de 2025, o atual prefeito de Teresina, cargo que ocupou anteriormente entre 2005 e 2010. Foi Presidente da Fundação Municipal de Saúde na gestão de Firmino Filho.

## Biografia
É formado em medicina, pela Universidade Federal de Pernambuco, tendo se especializado em ortopedia pela Universidade de São Paulo. É membro titular da Sociedade Brasileira de Ortopedia e Traumatologia (SBOT). Casou-se com a neurologista Maria Inês Queiroz Mendes.

## Carreira política

### Secretário Municipal de Saúde (1994-2004)
Em 1994, na gestão de Wall Ferraz, foi nomeado Presidente da Fundação Municipal de Saúde. Permaneceu durante a gestão de Francisco Geraldo e Firmino Filho, cargo que exerceu até 2004. No comando da FMS, implantou e ampliou o Programa Saúde da Família em Teresina, além de ser o responsável por fomentar os Núcleos de Apoio à Saúde da Família. 

### Prefeito de Teresina (2005-2010)
Ainda em 2004, Sílvio Mendes foi escolhido como sucessor de Firmino Filho. Em outubro, venceu as eleições para a Prefeitura de Teresina no segundo turno, com 58,48% dos votos, derrotando Adalgisa Moraes. Tomou posse em 1º de janeiro de 2005. Durante sua gestão, realizou obras importantes, como a duplicação da Avenida Presidente Kennedy, a construção da Ponte Estaiada João Isidoro França e a conclusão do Pronto-Socorro Municipal. Também idealizou o programa Consultório na Rua, voltado ao atendimento e orientação de moradores em situação de rua.
Em seu primeiro mandato, foi responsável por projetos como a construção do Hospital de Urgências de Teresina (HUT), referência no atendimento de pacientes da Região Metropolitana. Criou o Programa Lagoas do Norte, que promoveu melhorias ambientais e sociais na cidade. Além disso, Teresina aderiu ao Programa de Melhoria na Qualidade da Atenção Básica (PMAQ), fortalecendo a gestão da saúde pública.
Nas eleições de 2008, foi reeleito prefeito ainda no primeiro turno, com 70,36% dos votos (273.065 votos). Em 2009, segundo pesquisa do Instituto Amostragem, foi considerado o prefeito de capital mais bem avaliado do Brasil, com aprovação de 86,75% dos teresinenses. Durante seu governo, foram realizadas obras como a construção da Avenida dos Ipês e a ampliação da Avenida Marechal Castelo Branco.
Em 31 de março de 2010, renunciou ao cargo em favor de Elmano Férrer para disputar o governo do estado. 

### Candidatura ao governo do estado em 2010
Já em 2009, era lançado por setores internos do PSDB como pré-candidato ao governo nas eleições de 2010. Se posicionou como oposição ao governo de Wilson Martins, criticando o adversário principalmente por conta do desempenho do programa Fome Zero, obras paralisadas e sucateamento de hospitais públicos.
Foi confirmado candidato pela coligação "A Força do Povo", formada pelo PSDB, DEM, PPS e PSC. Alcançou 30,21% no primeiro turno, e 41,07% no segundo turno, sendo derrotado pelo então governador Wilson Martins.

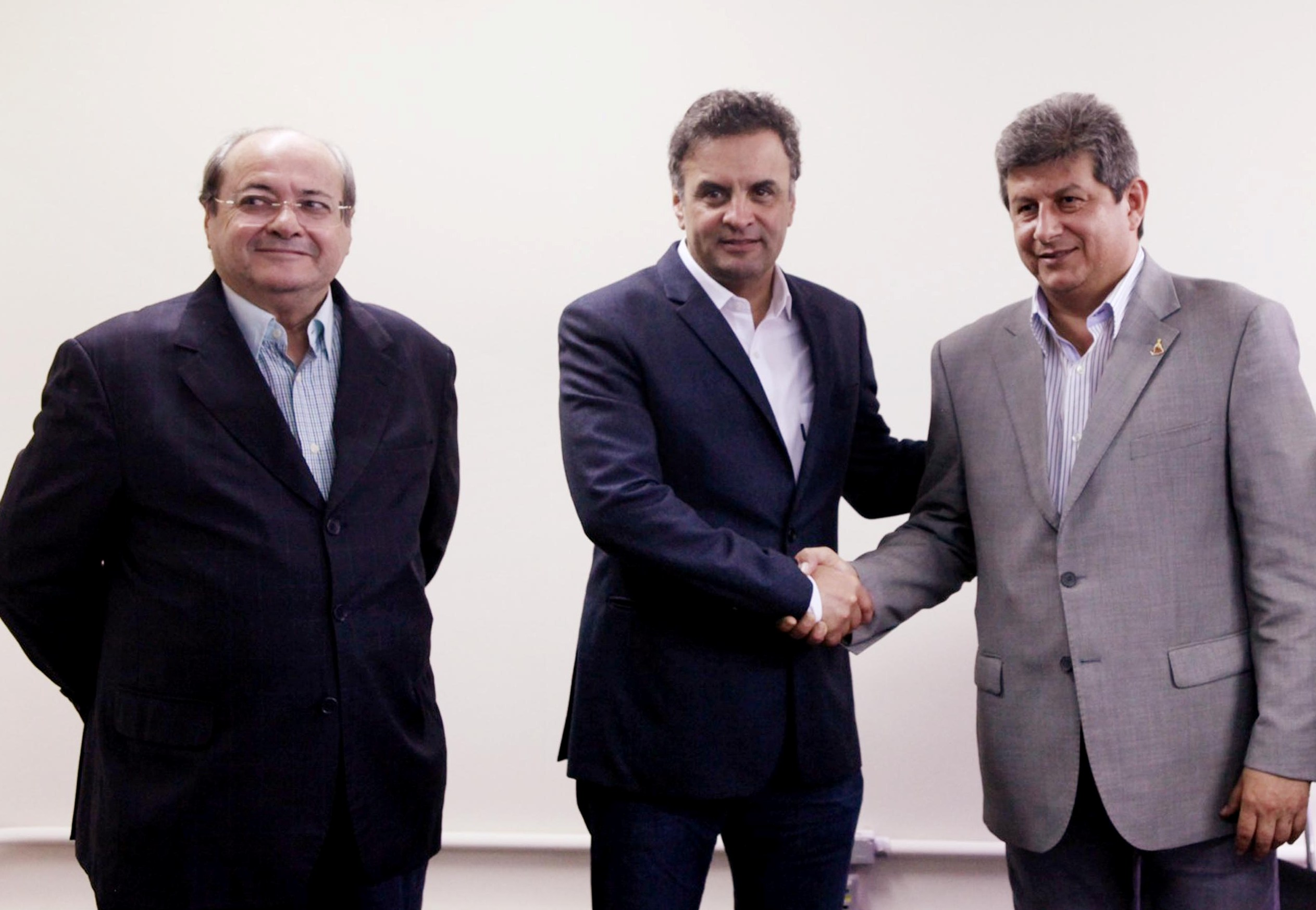
Aécio Neves, Zé Filho e Silvio Mendes em junho de 2014.

### Candidatura a vice-governador em 2014
Em 2013, pesquisas apontavam Sílvio Mendes como favorito para disputar as eleições estaduais, com 49,1% das intenções de voto, segundo o Instituto Amostragem. No entanto, após acordos entre as alas do PSDB e do PMDB, foi lançado como candidato a vice-governador na chapa encabeçada pelo então governador Zé Filho, que buscava a reeleição pela coligação "Piauí no Coração". A dupla foi derrotada pelo ex-governador Wellington Dias, obtendo 33,25% dos votos (555.201 votos).

### Secretário Municipal de Saúde (2017-2018)
Em dezembro de 2016, foi anunciado pelo prefeito Firmino Filho (PSDB) como Presidente da Fundação Municipal de Saúde de Teresina. No início de 2017, após 18 anos filiado ao PSDB, anunciou sua desfiliação e ingressou no Progressistas (PP) em fevereiro do mesmo ano.
Foi responsável pela criação da nova Central de Regulação do SUS de Teresina, com a finalidade de organizar o atendimento de forma isenta e rápida, integrando o fluxo de todas as Unidades de Saúde de Teresina.Permaneceu na presidência da FMS até 29 de outubro de 2018, quando solicitou exoneração.

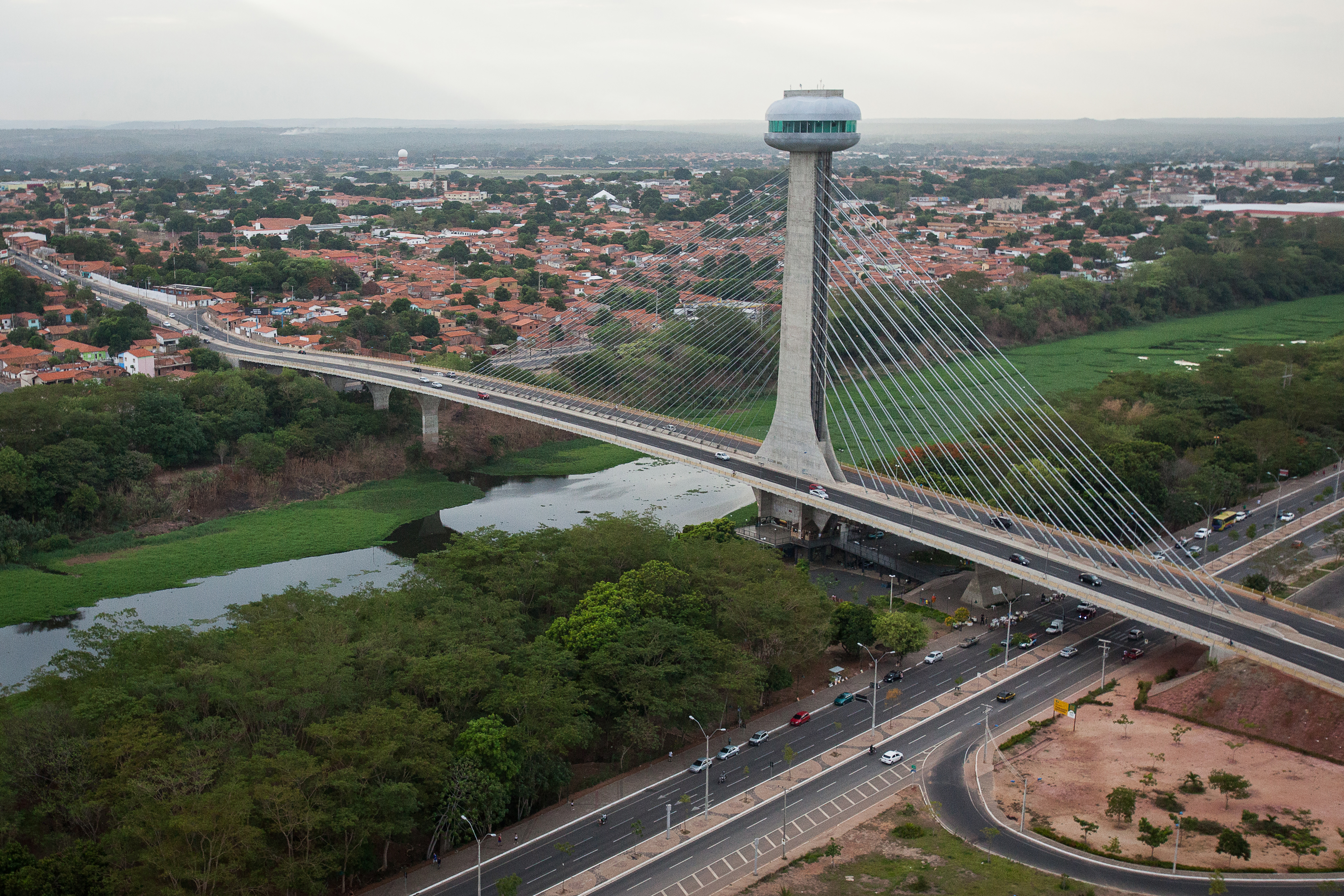
Ponte Estaiada João Isidório França, construída em sua gestão.

### Candidatura a governador em 2022
Em fevereiro de 2022, foi oficializado como pré-candidato ao Governo do Piauí pelo Progressistas, mas sinalizou a possibilidade de mudança de partido. No mês seguinte, filiou-se ao União Brasil e escolheu Iracema Portela (PP) como candidata a vice-governadora. Foi confirmado candidato pela coligação "Vamos Mudar o Piauí", formada pelo UNIÃO, PP, Fed. PSDB Cidadania, PDT, PTB e Avante.
Durante a campanha, liderou pesquisas dos institutos Ipec e RealTime, chegando a 54% das intenções de voto, mas permaneceu tecnicamente empatado com Rafael Fonteles na reta final. Foi derrotado no primeiro turno, obtendo 41,63% dos votos (811.701 votos). No segundo turno presidencial, declarou apoio a Jair Bolsonaro.
Durante a campanha ao governo, Mendes foi acusado de proferir uma fala racista a uma jornalista da TV Meio Norte. Na ocasião, o candidato disse que a jornalista era "quase negra (de pele)" mas era inteligente. A fala teve considerável repercussão negativa. Sílvio admitiu o erro em nota publicada posteriormente.

### Prefeito de Teresina (2025-)
Em 2024, lançou sua candidatura à Prefeitura de Teresina pela coligação "Teresina no Caminho Certo", composta por União Brasil, Progressistas e Republicanos, tendo Jeová Alencar (Republicanos) como candidato a vice. Ao longo da disputa, esteve tecnicamente empatado com Fábio Novo (PT) nas pesquisas. Foi eleito no primeiro turno, com 52,19% dos votos (239.848 votos) e tomou posse em 1º de janeiro de 2025.
Em janeiro de 2025, o prefeito anunciou que a prefeitura não destinaria recursos públicos para o Carnaval da cidade. A decisão foi tomada devido à limitação orçamentária do município, enfatizando a necessidade de priorizar outras áreas da administração. O prefeito justificou a medida afirmando que a prioridade seria o equilíbrio das contas públicas, especialmente nas áreas da saúde e no pagamento dos servidores municipais, o que exigia uma alocação criteriosa dos recursos disponíveis.
Em fevereiro, a prefeitura anunciou a construção de 1.008 unidades habitacionais previstas no programa Minha Casa, Minha Vida. A medida foi justificada pela necessidade de atender demandas prioritárias, a fim de transformar a realidade habitacional do município. Mendes também anunciou um investimento de R$ 650 milhões para fomentar a economia local, com ações voltadas para infraestrutura, habitação e saneamento, em parceria com a Caixa Econômica Federal e a União.

## Desempenho eleitoral
| Ano  | Eleição               | Cargo           | Partido | Partido | Coligação                                                              | Vice                         | Votos para Sílvio Mendes | Votos para Sílvio Mendes | Votos para Sílvio Mendes | Resultado     |
| Ano  | Eleição               | Cargo           | Partido | Partido | Coligação                                                              | Vice                         | Turno                    | Votos                    | %                        | Resultado     |
| ---- | --------------------- | --------------- | --- | ------- | ---------------------------------------------------------------------- | ---------------------------- | ------------------------ | ------------------------ | ------------------------ | ------------- |
| 2004 | Municipal de Teresina | Prefeito        | | PSDB    | Teresina no Caminho Certo (PSDB, PTB, PL, PTC, PV)                     | Elmano Férrer (PTB)          | 1.º                      | 177.687                  | 48,89%                   | Segundo turno |
| 2004 | Municipal de Teresina | Prefeito        | 2.º | PSDB    | Teresina no Caminho Certo (PSDB, PTB, PL, PTC, PV)                     | Elmano Férrer (PTB)          | 204.662                  | 58,48%                   | Eleito                   |               |
| 2008 | Municipal de Teresina | Prefeito        | Teresina cada vez melhor (PSDB, PTB, PTC, PRP, DEM, PV, PSDC, PR, PP, PHS, PTN, PRTB, PPS)                   | PSDB    | 1.º                                                                    | Elmano Férrer (PTB)          | 273.065                  | 70,36%                   | Eleito                   |               |
| 2010 | Estaduais no Piauí    | Governador      | A Força do Povo (PSDB, DEM, PPS, PSC)                                                                        | PSDB    | Roberto Sá Filho (PSDB)                                                | 1.º                          | 470.660                  | 30,08%                   | Segundo turno            |               |
| 2010 | Estaduais no Piauí    | Governador      | A Força do Povo (PSDB, DEM, PPS, PSC)                                                                        | PSDB    | Roberto Sá Filho (PSDB)                                                | 2.º                          | 642.165                  | 41,07%                   | Não eleito               |               |
| 2014 | Estaduais no Piauí    | Vice-governador | Piauí no Coração (PMDB, PSDB, PSB, PSD, DEM, PPS, PDT, PCdoB, PV, PRB, PSL, PTN, PSDC, PMN, PTC, PTdoB, PEN) | PSDB    | Titular: Zé Filho (PMDB)                                               | 1.º                          | 555.201                  | 33,25%                   | Não eleito               |               |
| 2022 | Estaduais no Piauí    | Governador      | | UNIÃO   | Vamos Mudar o Piauí (UNIÃO, PP, Fed. PSDB Cidadania, PDT, PTB, Avante) | Iracema Portela (PP)         | 1º                       | 811.806                  | 41,62%                   | Não eleito    |
| 2024 | Municipal de Teresina | Prefeito        | | UNIÃO   | Teresina no Caminho Certo (UNIÃO, Republicanos, PP)                    | Jeová Alencar (Republicanos) | 1º                       | 239.848                  | 52,19%                   | Eleito        |